# Crotalaria biflora
Crotalaria biflora är en ärtväxtart som beskrevs av Carl von Linné. Crotalaria biflora ingår i släktet sunnhampor, och familjen ärtväxter. Inga underarter finns listade i Catalogue of Life.